# Peucang
Peucang est une île d'Indonésie située à la pointe occidentale de Java. Elle fait partie du parc national d'Ujung Kulon.